# Rafael Massa
Rafael Massa Bruzzone (Montevideo, 1962) es un ingeniero, periodista y escritor uruguayo.

## Biografía
Como periodista ha trabajado en publicaciones como Asamblea, Mediomundo, La República, semanarios Brecha y Voces y en radio El Espectador.
En el ámbito cultural, ha realizado las producciones teatrales "Elena Quinteros, presente", "Manhattan Medea" y "Las Tres Hermanas" y fue creador y Director de La Pedrera Short Film Festival entre 2004 y 2012.
Como dramaturgo, es autor -en colaboración- de la obra "Rosa Luxemburgo, un cuerpo junto al río Spree", que obtuvo el premio Florencio a mejor texto de autor nacional en 2019. Por la ambientación sonora de ese espectáculo, recibió una nominación al mismo premio.
Su obra como escritor se inscribe en una corriente literaria contemporánea de novela negra uruguaya.
Su primera novela, "Todos Mienten",Mención de Honor en los Premios Nacionales de Literatura - 2015, fue considerada por el semanario Brecha una de las mejores cinco novelas uruguayas del año 2017.
Su segunda novela, "La Estafa de la Muerte" (finalista en el concurso Medellín negro 2016), ha sido editada en julio del 2021 por la Editorial Estuario en la colección Cosecha Roja.
En 2022 la editorial Tusquets en su colección Andanzas publicó su tercera novela, “La invención de la muerte”, obra que completa la denominada saga de la calle Yaguarón, junto a las dos anteriores novelas.
Su obra “Tres nouvelles oscuras” recibió un reconocimiento en los Premios Onetti 2020. Una de las obras que componen ese volumen, "Heimlich", fue editada en noviembre de 2023 por la Editorial +Quiroga. "Puedes culpar a la noche", otra de las obras del mismo volumen, resultó finalista de VIII Premio Internacional de "Novelas Ejemplares" 2022-Facultad de Letras (Universidad de Castilla-La Mancha); fue publicada en Argentina, en mayo de 2024, por la Editorial Tren en movimiento.  
La colección "El perfecto cuentista" de la Editorial +Quiroga publicó en mayo de 2024, su cuento "Tarde". 
En febrero de 2024 se publicó en España su primera novela, "Todos mienten", bajo el sello editorial Cosecha Negra.  

## Obras
- La estafa de la muerte (finalista en el Concurso Medellín Negro, 2016).[2]
- Todos mienten (Mención de Honor en los Premios Nacionales de Literatura, 2015).[1]
- Tres nouvelles oscuras (Primera Mención en los Premios Onetti, 2020).[14]
- La invención de la muerte (Tusquets, colección Andanzas, 2022)[15]
- Heimlich (+Quiroga Ediciones, 2023).[16]